# Richard Lenski

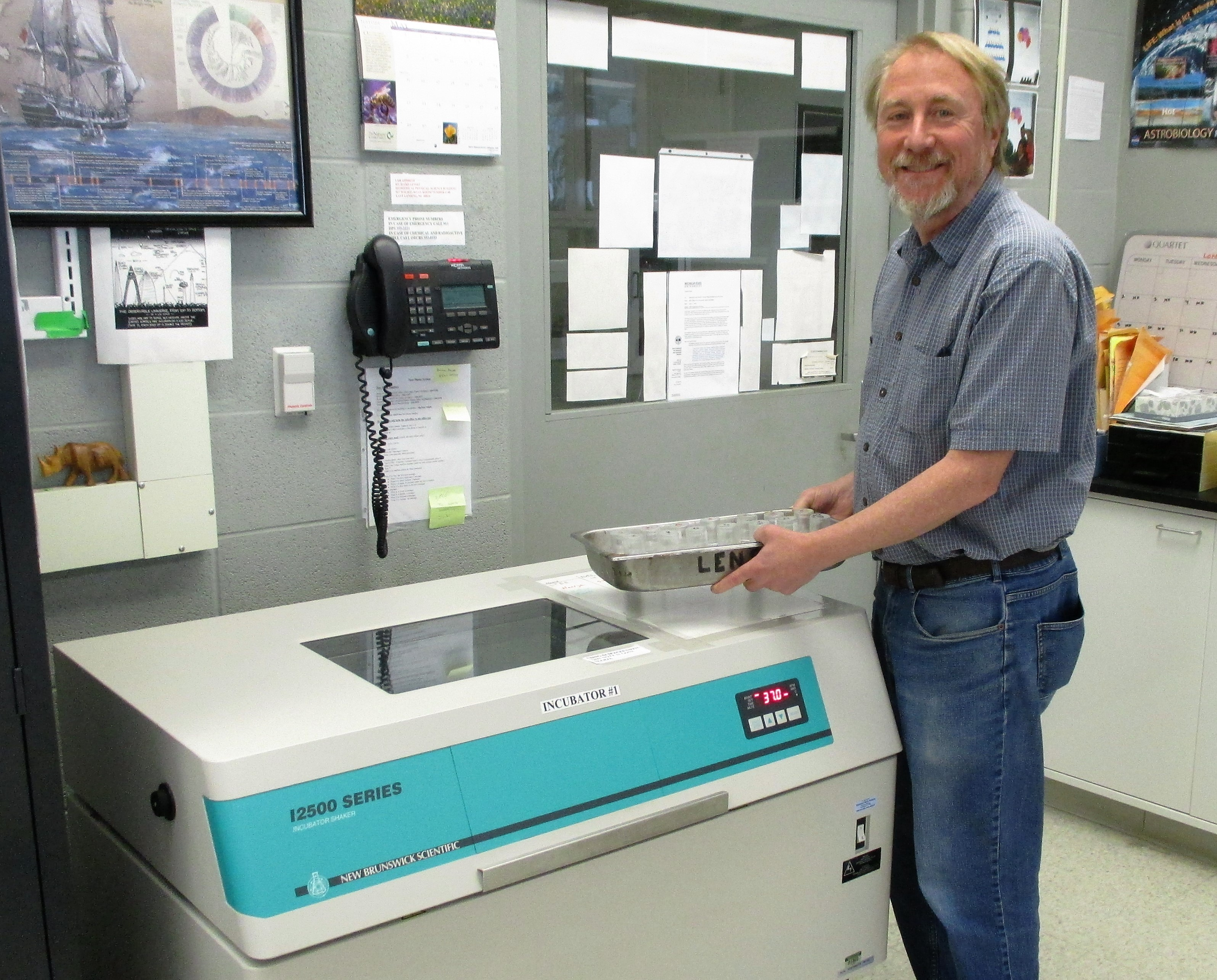
Richard Lenski (2016)

Richard Eimer Lenski (* 13. August 1956) ist ein US-amerikanischer Evolutionsbiologe.

## Leben
Richard E. Lenski ist der Sohn des Soziologen Gerhard Lenski.
Er erwarb 1976 sein Diplom (Bachelor of Science) am Oberlin College und wurde 1982 an der University of North Carolina promoviert. Seit 1985 war er zuerst Assistant Professor und ab 1988 bis 1991 Associate Professor an der University of California, Irvine. Seit 1991 ist er Distinguished Hannah Professor an der Michigan State University.
Er ist Mitglied der American Academy of Microbiology (AAM) der American Society for Microbiology (ASM), seit 1998 der American Academy of Arts and Sciences und seit 2017 der European Molecular Biology Organization. 1996 erhielt er ein MacArthur Fellowship und wurde 2006 in die National Academy of Sciences gewählt, 2018 in die American Philosophical Society. Er war Mitherausgeber der Theoretical Population Biology (1990–1992), Evolution (1990–1996), Microbial Ecology (1991–1999), Molecular Ecology (1994), The American Naturalist (1996–1998) und Mitglied mehrerer Kommissionen: National Research Council Commission on Life Sciences (1990–1996), National Research Council Board on Biology (1991–1993), National Science Foundation Population Biology Review Panel (1995), Society for the Study of Evolution (1997).

### Forschungsgebiet
Neben seiner Arbeit mit digitalen Organismen unter Avida wurde Lenski durch ein Langzeitexperiment über die Evolution von Escherichia coli bekannt, das er am 15. Februar 1988 begann. Er veröffentlicht regelmäßig auf seiner Website Informationen über den Verlauf des Experiments.

#### E. coli-Langzeitexperiment

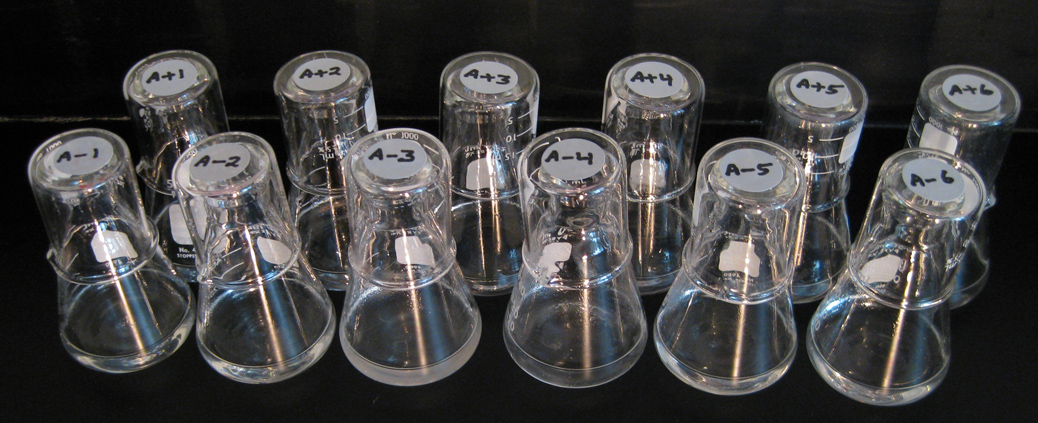
Foto der zwölf Kulturen vom 25. Juni 2008. Das Bild entstand 24 Stunden nachdem die Kulturen nacheinander in frisches, nährstoffarmes Medium (DM25) transferiert wurden. Sie befanden sich in einem stationären Zustand. Der Grad der Trübung der Zellkultur ist ein Maß für die Anzahl an Zellen. In dem Erlenmeyerkolben mit der Beschriftung „A-3“ ist die Trübung am stärksten und folglich die Zellkonzentration am höchsten. Die Ursache hierfür ist, dass diese Zellen Citrat verstoffwechseln können und sich deshalb deutlich stärker vermehren.

Das E. coli-Langzeitexperiment soll dokumentieren, wie natürliche Selektion (engl. survival of the fittest, dt. das Überleben des am besten angepassten Organismus), das Paradigma der Evolutionstheorie von Charles Darwin, im Labor nachvollziehbar und beobachtbar ist.
Der Modellorganismus ist Escherichia coli. Dieses Darmbakterium verwendet Glucose als natürliche Nahrungsquelle; mit Citrat als Kohlenstoffquelle kann der Wildtyp von E. coli in einer sauerstoffhaltigen Umgebung nicht wachsen. Lenski setzt seit 1988 E. coli ohne drastische äußere Einflüsse – wie zum Beispiel harte Strahlung oder mutagene Chemikalien – einem Wachstumsmedium aus, das ein Minimalangebot an Glucose, aber ein Überangebot der nicht-metabolisierbaren Nahrungsquelle Citrat und Sauerstoff enthält.
Alle Schritte werden nach Standardprotokollen ausgeführt. Im ersten Schritt – ausgehend von einer einzigen prokaryotischen E. coli-Zelle, die sich mehrfach teilte – wählte Lenski zwölf Tochterzellen, die als Starter für jedes der zwölf Experimente dienten, die seit 1988 parallel verfolgt werden:
- Jeden Tag werden die E. coli-Kulturen geteilt und mit frischem Medium versehen („propagiert“).
- Alle 75 Tage (etwa 500 Generationen) werden Proben der E. coli-Population genommen und zur Dokumentation eingefroren.
- In diesen Populationen wird die Wachstumsrate (relativ zur Ursprungspopulation) abgeschätzt. Sollte sich E. coli nicht verändern, sollte sich auch die Wachstumsrate nicht verändern. Sollte aber die Wachstumsrate zunehmen, so hätte sich E. coli durch zufällige Mutation(en) der neuen Nahrungsquelle angepasst.

Im Juni 2008 publizierten Lenski und Mitarbeiter, dass sich nach 31.500 Generationen in einem der zwölf Parallelexperimente eine E. coli-Population entwickelt hatte, die in der Lage ist, Citrat als Kohlenstoffquelle zu verwenden.
Die genetischen Mutationen, die zu dieser völlig neuen Fähigkeit von E. coli geführt haben, werden derzeit an dem neuen E. coli-Stamm, sowie dessen – über die letzten 20 Jahre eingefrorenen – Vorläufergenerationen untersucht.

## Werke
- How Evolution shapes our Lives: Essays on Biology and Society. Mitherausgeber (zusammen mit Jonathan B. Losos), Princeton, Oxford University Press, 2016, ISBN 978-0-691-17187-6